# 鹿島守之助
鹿島 守之助（鹿嶋 守之助、かじま もりのすけ、明治29年（1896年）2月2日 - 昭和50年（1975年）12月3日）は、日本の外交官、実業家、政治家、参議院議員（3期）。位階は正三位。北海道開発庁長官（第14代）、外交史研究家。文化功労者。法学博士。鹿島建設会長。鹿島建設「中興の祖」。戦前よりアジアの地域統合「パン・アジア」（汎アジア）を提唱し、生涯にわたりその思想のもとに行動する。旧姓永富（ながとみ）。

## 来歴・人物
兵庫県揖保郡半田村新在家（のちたつの市揖保川町新在家）に父・永富敏夫、母・くわんの四男として生まれた。
父・敏夫について、鹿島守之助の『私の履歴書』によれば、「明治8年（1875年）父敏夫が、わずか12歳の年少の身で家督をついだ時には、さしも広大を誇った永富家の所有田地も、30町歩余に激減し、倉に残されていた100余振りの刀剣も、そのほとんど目ぬきの金が無残に切りとられて、売り払われていた。詩人でもあり篤農家でもある父敏夫は、撫松（ぶしょう）山人と号して文人墨客と交わり、関西詩壇に名声を得たが、名利や世俗のことには超然として孤高を愛し、それを誇りとした人物」という。
永富家は浄土真宗本願寺派亀山本徳寺と江戸時代から縁を築き、守之助も本徳寺の信徒総代を長く務めた。
龍野中学、京都の第三高等学校、東京帝国大学法学部政治学科を卒業後、外務省に入省する。外務省同期に阪本瑞男、加瀬俊一などがいる。
1922年（大正11年）、外交官としてヨーロッパに赴く船上にて鹿島組社長鹿島精一、鹿島組重役永淵と出会う。鹿島精一は、永富守之助の人柄に惚れ込み、以降猛烈に永富守之助獲得に動く。はじめは養子だということで相手にしなかった。ある日永淵がたずねて来たとき「私は役人を辞めて政治家になりたい」と言ったら「そりゃけっこうですな。鹿島組の事業には、政治が必要ですよ」と言う。とうとう決心して婚約が成立した。
1927年（昭和2年）2月、鹿島精一長女卯女と結婚し、鹿島姓となる。以降、鹿島組（当時）を率いる指導者となる。
ドイツ駐在中にパン・ヨーロッパ連合の指導者リヒャルト N. 栄次郎・フォン・クーデンホーフ＝カレルギー伯爵と親交を開始する。クーデンホーフ＝カレルギー伯爵は自分がヨーロッパをまとめてゆくから君はアジアで、この2つの地域は協力して真の世界平和を実現しようではないかという壮大な話を鹿島に聞かせ、それを聞かされた鹿島は大感激したようである。
鹿島は1930年1月に外務省を退官して翌月に立候補した衆院選挙、1942年第二次世界大戦下の翼賛選挙、ともに落選。落選後間もなく大政翼賛会調査局長として翼賛体制に加担。鹿島は戦後、大政翼賛会調査局長を「断り切れずに引き受けた」、「もとより私は平和主義者であり、大東亜戦争についてはその前に、極力これを阻止しなければならないと主張した。しかし、当時私は、一旦戦争が起こった以上は ...」と自己弁護に腐心することになる。彼はパン・アジアを戦時中、大東亜共栄圏と同一のものとして語り、戦後の一時期、アジア・太平洋共同体論になり、再びパン・アジアに収まる。大東亜共栄圏に関して鹿島は、「大東亜共栄圏の結成は、方向としては正しかったのであるが、これが軍部の独走にゆだねられたため侵略主義の過失を犯すことになり ...」、このように大東亜共栄圏は悪くなく軍部が悪かったのだと回想している。
戦後公職追放に遭う。追放解除後の1953年の参院選挙で当選し、初めて国会議員になる。この当選（自由党）で3期・4期の参議院議員を務め、1959年の改選の当選（自由民主党）で5期・6期を務め、1965年の改選に当選し（自由民主党）、7期・8期を務めて1971年7月引退。
国際平和に貢献があった人物に「鹿島平和賞」を表彰するなど文化的活動でも知られる。鹿島平和研究所が明治百年記念事業として企画し発刊した『日本外交史』全38巻により文化功労者の表彰を受けた。拓殖大学名誉教授、国際法学会理事、日本国際問題研究所会長、日本国際連合協会理事、経団連理事等を歴任。
経営者としての手腕は「鹿島中興の祖」といわれるほどであり、「事業成功秘訣二十箇条」はよく知られる社訓である。鹿島建設は日本の原子力発電における半世紀の間に原子力関連工事のおよそ半数を手掛け「原子力の鹿島」の名をほしいままにし、施行した原子炉は2010年時点において日本全国20か所61基（建設中・廃止中含む）のうち38基にのぼる（原子燃料サイクル施設除く）。その先駆的な取り組みは1950年代に鹿島による熱意で開始した日本原子力研究所第1号原子炉の建設である。鹿島が会長就任後、鹿島建設の年間受注高は1963年に世界第1位（1368億円）に達し、1965年に鹿島建設は日本初の超高層ビルとして「霞が関ビルディング」を着工し超高層建設に先鞭をつけた。そうした偉業の傍ら、過酷労働で中国人137人を死亡させたことによる花岡事件（1945年6月）は鹿島が社長の時に発生し、花岡事件を踏まえた日雇い労働者搾取に対する鹿島建設爆破事件（1974年12月）は鹿島が会長の時に発生した。
1975年11月19日、鹿島建設はドイツ民主共和国において超高層ビルの「DDR国際貿易センタービル」を受注した。鹿島守之助が哲学・思想を形成したドイツであり、彼は建設を熱望していた。その14日後に死去。

## 事業成功秘訣二十箇条
鹿島守之助が鹿島組取締役に就任した1936年当時、会社の経営状態は芳しくなかった。そこで1936年10月に鹿島が発表した二十か条。

## クーデンホーフ＝カレルギー伯爵と鹿島守之助
若かった頃、鹿島はEUの先駆者クーデンホーフ＝カレルギー伯爵の持論であるパン・ヨーロッパ論をベルリンで読み感銘を受けた。クーデンホーフ＝カレルギー伯爵と交流を深めるうちに伯爵からアジアの地域統合である「パン・アジア」の提案があった。鹿島が外交官を辞めパン・アジアを旗印にして郷里の兵庫4区から立候補し、国会への進出を試みたのは1930年であった。パン・アジア、パン・アジアと訴え出ても郷里の人々からは理解されずわずか3000票で落選、今回当選したのは、前回の衆院選でも兵庫4区で当選した3人（原惣兵衛、元・衆議院副議長清瀬一郎、13年間議員を務めてきた土井権大）と、兵庫県の他の選挙区で過去2回当選していた田中武雄でありいずれも既に支持基盤のある手ごわい面子が揃っていた。伯爵からは、何も失望することはない、地域統合は時代の流れが来ているから必ず実現するはずであると励まされた。
1943年、鹿島は第二次世界大戦における米国の圧倒的戦力を知り、また敗戦した場合の日本の領土は四島しか残らないことになるという米英の考えを知っていた。しかし戦闘的平和論のクーデンホーフ＝カレルギー伯爵同様、鹿島にも勇ましいところがあり、そのような敗戦の処分は国際的一大不正および罪悪ともいえるものである、日本は勝利のために戦わなければならない、鹿島はこのように大政翼賛会調査局長就任後1年ほど経過した時に報告書をまとめた。鹿島は負け戦を覚悟した上で、それでも戦うと言っていたのであり、海外の日本占領地域に勤務する自分の会社の社員に本土への早期撤収を促した。この頃、鹿島はパン・アジアと大東亜共栄圏を同列に語るようになっていた。大東亜共栄圏の建設が鹿島の20年来の持論であり、理想であり、それを説いた者はクーデンホーフ＝カレルギー伯爵であると主張する『帝国の外交と大東亜共栄圏』を、1943年6月、翼賛図書刊行会から発行した。
鹿島は日独伊三国同盟（1940年9月）前後に、クーデンホーフ＝カレルギー伯爵最大の敵、ナチス・ドイツ指導者アドルフ・ヒトラーを絶賛したこともあった。しかし鹿島は冷戦の最中に生涯を終えるまで伯爵を尊敬し続け、若かった外交官の頃と変わらずパン・アジアの平和を追求した。戦後、古参の国会議員となってからも、その当選について「私は今も、パン・アジアを提唱しておりますが、これは東洋における伯爵の勝利を意味するものであります」と言った。ただ、鹿島は晩年、秘書に対し、自身が生きているうちにパン・アジアは実現しないであろうが、彼女は若いから実現を見られるのではなかろうかと語った。
「私は生涯を通じて他のいかなる人よりも、クーデンホーフ・カレルギーから多くの政治上、思想上の影響を受けた。私の思想なり行動なりは、彼の影響なくして考えられない」、これは1972年10月『国際時評』に掲載された鹿島の言葉である。鹿島がクーデンホーフ＝カレルギー伯爵の著書で一番影響を受けたといわれているのは1920年代に書かれた「貴族」、「技術」、「平和主義」に関する一連の論文であり、これらは1963年に『実践的理想主義』として鹿島研究所出版会から出版された。
鹿島守之助は戦後1951年に米国により開始された新しい技術、原子力発電に熱心であった。鹿島建設の役員たちは原発のリスクを考え反対していたが、一人熱心な鹿島守之助は原発産業への参入を決定した。原子力発電は世界で既に大きな事故を経験していた。1952年12月にカナダのチョーク・リバー研究所で燃料棒が溶融するINESレベル5の原子力事故が発生したのである。
鹿島建設は日本原子力研究所第1号原子炉を日本初の原子炉として建設、その初臨界が1957年夏に成功したとき、鹿島は鹿島建設の会長であった。その頃ヨーロッパにおいてはクーデンホーフ＝カレルギー伯爵がパン・ヨーロッパ運動で道筋をつけたヨーロッパの統合が着々と前進し、1958年に欧州原子力共同体が設立された。鹿島は福島第一原子力発電所1号機の鹿島建設による受注にも尽力した。福島1号機の着工後まもなく鹿島平和賞の授賞ということで、鹿島・NHK・友愛青年同志会の3者でクーデンホーフ＝カレルギー伯爵を1967年日本への旅に招待した。このように伯爵の功績を讃えることは鹿島にとって生涯忘れがたい喜びになった。鹿島が死去する前年の1974年に孫の渥美直紀は日本への原発導入のドン・中曽根康弘の娘（当時NHKアナウンサー）と結婚した。

## 秘書・幸田初枝
幸田 初枝（こうだ はつえ）は、鹿島建設の秘書である。拓殖大学出身（52期）。鹿島建設の役員室や秘書課が入っていた赤坂別館にて開館から約9年間、鹿島守之助会長の秘書を務めた後、1975年に副会長の鹿島卯女（後に会長・名誉会長）の秘書を務めた。
赤坂別館の鹿島会長夫妻それぞれの執務室で、夫妻の執筆のための資料収集・整理、清書・校正などを手伝う。守之助会長は秘書たちに優しくも厳しく、文章に守之助から「注」がたくさん付けられた。会長は裏付けを重要視していたのである。幸田は出版協力のお礼に守之助から『パン・ヨーロッパ』と『実践的理想主義』をサイン入りでいただき、彼女はそれを大切にしているのであった。
1963年のある日、鹿島守之助宛てに北海道の高校1年生から手紙が届いた。その手紙というのは、高校生の自分はクーデンホーフ＝カレルギー伯爵に興味があり一生懸命読みたいけれど、高価で手が出ないので新品でなくてもいいから本が欲しいというような内容で、幸田はその高校生の元へクーデンホーフ＝カレルギー伯爵関連の書籍を色々と箱に入れたものを送り、手紙が来てから半月で高校生に届いた。幸田はその手紙と、本が届いたお礼状の2通をファイリングして40年以上ずっととっておいた。幸田は「この少年は面白い。やがて、何か仕事をしてくる男だろう」と思ったのであった。その高校生とは評論家寺島実郎である。2009年、寺島は鹿島守之助の孫・渥美直紀（当時鹿島建設副社長）と友人関係にあり、46年前の高校生のときの話を渥美にしたら、渥美経由で幸田に話が伝わり、幸田がその昔の手紙を出してきたのである。幸田は当時の高校生の出来事を鮮明に覚えていた。寺島は『実践的理想主義』、『パン・ヨーロッパ』、『ヨーロッパ国民』などそのとき送ってもらった本を大切にしている。寺島はただの高校生に書籍を贈ってくれた鹿島守之助の行動をある種の恩人という思いでいた。寺島はやがて評論家になり、3万冊の書庫を自宅の庭に建設し、2009年4月、九段下駅を出てすぐのビルに自宅の3万冊を移し始め「寺島文庫」を開設した（寺島文庫ビル）。鹿島守之助が贈った本は寺島文庫「欧州の棚」に置かれている。
1967年、幸田は、守之助会長が敬愛するクーデンホーフ＝カレルギー伯爵への第1回鹿島平和賞授賞で守之助会長と一緒に呼吸をしっかりと合わせて伯爵にメダルのリボンをかけ、本番で守之助会長が「いいですか」と小さく言うので「はい」と応じ、緊張の一瞬であった。
1973年、永富家秋恵園の「パン・アジアの碑」除幕に立ち会い、守之助会長が件のセリフ（「私が生きている間にはパン・アジアは実現しないでしょう。あなたは若いから実現を見られるかもしれない」）を言った相手というのも、この幸田初枝である。
守之助死去後の1981年、幸田は『ソビエトの聖地を訪ねて』という著書を鹿島出版会から出した。
幸田は1982年の卯女名誉会長死去後、追懐録や社史編纂に携わる。幸田は1989年1月7日昭和最後の日、赤坂別館の勤務を終え、鹿島建設本社にて渥美健夫名誉会長の秘書を務める。2月15日に赤坂別館地下1階大会議室で行われた解体工事の安全祈願祭に、幸田も参加した。「私の守之助会長ご夫妻との思い出が一杯詰まったこの建物がなくなると思うと、耐え難い寂寥に胸塞がれる思いがいたします」、幸田はこのように語った。
『近現代日本人物史料情報辞典 第4巻』（吉川弘文館、2011年）における「鹿島守之助」の項目は幸田初枝が執筆した。

## 略年譜
- 1896年（明治29年）　兵庫県揖保郡半田村新在家（のちたつの市揖保川町新在家）に生まれる。
- 1920年（大正9年） 7月、東京帝国大学法学部政治学科卒。外務省入省。12月、外務属・通商局第2課[37]。
- 1921年（大正10年） 5月、外務事務官[37]。
- 1922年（大正11年） 5月、ドイツ、在ベルリン日本大使館駐在外交官補。
- 1925年（大正14年） 7月、外務省欧米局（日本）[37]。
- 1926年（昭和元年） 12月、イタリア赴任、日本大使館3等書記官[37]。
- 1927年（昭和2年） 3月、在ローマ日本大使館駐在[37]。
- 1930年（昭和5年） 1月、在ローマ日本大使館2等書記官[37]。同月、外務省依願退官[37]。2月、日本にて第17回衆議院議員総選挙（兵庫4区）出馬・落選。
- 1934年（昭和9年） 4月、法学博士号取得（東京大学）[37]。論文の題は『世界大戦原因の研究』。
- 1936年（昭和11年） 4月、株式会社鹿島組取締役に就任。
- 1937年（昭和12年） 5月、鹿島組副社長に就任。
- 1938年（昭和13年） 7月、鹿島組（1947年より鹿島建設）社長に就任（1957年4月まで）。鹿島組で初の新入社員教育を開始、社員教育として2週間の夏期講習も実施[38]。
- 1942年（昭和17年） 1月、鹿島組に人事部を設置し、人事部長に就任（社長兼任）[39]。4月、第21回衆議院議員総選挙（兵庫4区）出馬・落選。6月、大政翼賛会調査局長に就任（1943年9月まで）[40]。
- 1944年（昭和19年） 4月24日、鹿島守之助の邸宅が空襲で全焼[41]。
- 1945年（昭和20年） 鹿島社長、9月6日付の通達により、「働く意志と能力をもったものは解雇しない」方針、特に大陸から復員する社員は1人も辞めさせぬ旨、明示[42]。
- 1946年（昭和21年） 1月、公職追放（1951年8月まで）[37]。
- 1947年（昭和22年） 2月、鹿島精一、死去。12月、社名を鹿島建設株式会社に変更[43]。
- 1949年（昭和24年） 戦争で閉鎖した軽井澤ゴルフ倶楽部を買い受け、旧軽井沢ゴルフクラブとして再開[44]。秋期、日米のジョイントベンチャー（JV）結成の音頭をとり、1950年2月沖縄で日本初JV誕生[45]（米建設大手モリソン＝クヌードセン社と提携[46]）。
- 1950年（昭和25年） 厚木・松島飛行場工事に関する「昭和25年のクレーム事件」勝訴（鹿島側に非がないため元・外交官の鹿島社長、駐留軍司令部に対して堂々と物申した）、これにより建設業者の地位向上する（当時は、工事完成直前に駐留軍側監督官の機嫌一つで追放される日本側の業者が多かった）[47]。
- 1951年（昭和26年） 4月、拓殖大学教授（1957年1月まで）[37]。
- 1953年（昭和28年） 4月、第3回参議院議員通常選挙（全国区）出馬・初当選（4位）。参議院議員として建設委員会委員、中央建設業審議会委員を歴任。建設業法の改正等にあたる[48]。以後、1971年7月まで参議院議員を務める。
- 1954年（昭和29年） 妻・卯女とともにロサンゼルス訪問[49]。
- 1957年（昭和32年） 4月、第1次岸内閣国務大臣北海道開発庁長官に就任（1957年7月まで）。7月、鹿島建設会長（1975年12月まで）。12月、建設業要職に就いて業界の発展に寄与したとして藍綬褒章受章[8][50]。
- 1959年（昭和34年） 5月、学士院賞受賞（『日英外交史』および『日本外交政策の史的考察』）[51]。6月、参議院議員、再選。
- 1961年（昭和36年） 12月、妻・卯女とともに約1か月半、南北アメリカ、ヨーロッパを視察（1962年1月まで）[52]、12月中にロサンゼルスのリトル・トーキョーを訪問[49]。
- 1964年（昭和39年） ロサンゼルスに設立したカジマ・インターナショナル社（KII）の会長に就任[49]。前年2月に兵庫県相生市へ噴水1基寄付により1964年4月19日紺綬褒章受章、寄付の功績顕著として木杯一組台付を賜った[53]。
- 1965年（昭和40年） 7月、参議院議員、再当選（100万票超で全国区1位当選）。同選挙で鹿島建設専務平泉渉、参議院議員に初当選（自民党）。
- 1966年（昭和41年） 勲一等瑞宝章受章。
- 1967年 （昭和42年） 前年8月に兵庫県揖保郡揖保川町公民館建設費として200万円寄付により1967年4月26日紺綬褒章受章（飾版）、寄付の功績顕著として木杯一組台付を賜った[54]。
- 1970年（昭和45年） 10月、第58回列国議会同盟会議に出席（日本代表）、欧米視察[55]。
- 1973年（昭和48年） 文化功労者。
- 1975年（昭和50年） 死去[56]。死没日をもって勲一等旭日大綬章追贈、正六位から正三位に叙される[50][57]。

## 鹿島守之助が設立した団体など
- 1946年（昭和21年） 1月、子会社・播州塩業を設立。
- 1949年（昭和24年） 4月、建設業界で初めて技術研究所を設立。
- 1956年（昭和31年） 4月、東亜不動産株式会社設立。11月、財団法人鹿島育英会設立。
- 1957年（昭和32年） 鹿島研究所設立（1966年に鹿島平和研究所へ発展・改組）。
- 1962年（昭和37年） 鹿島精一記念展望台の建設。旧盛岡藩士葛西晴寧と葛西すえの長男であった義父・精一の故郷盛岡市に記念として発案。鹿島建設が建設し、盛岡市に寄贈[58]。義父・鹿島精一（1875年7月1日 - 1947年2月6日）もまた鹿島家の婿養子であり、鹿島家の支援で帝国大学に入学し、1899年に東京帝国大学工科大学を2番の成績で卒業（土木工学科）し逓信省鉄道作業局に勤務、同1899年に鹿島糸子と結婚し葛西姓から鹿島姓になり鹿島組の副組長に就任した[59][60][61]。東大卒キャリア官僚を結婚相手に選び、政・官・財界に人脈を拡大してゆくのが鹿島創業一家の伝統である[17]。
- 1963年（昭和38年） 3月、鹿島研究所出版会設立（のちの鹿島出版会）。4月、日本技術映画社設立（1969年9月より鹿島映画、1987年よりカジマビジョン、2012年よりKプロビジョン）。映画への関心はトロツキーの「20世紀には成人は全て映画によって決定的な教育を受けるであろう」という言葉と、「これを何回見たかしれない」という米国大手建設会社モリソン＝クヌードセン（Morrison-Knudsen: MK）によるアフガニスタンとスリランカ（セイロン）の開発事業の記録映画の影響である[19]。
- 1964年（昭和39年） 2月、米国ロサンゼルス市に現地法人KII（Kajima International, Inc.）設立[49][62]。8月、「日本版ブルッキングス研究所」の鹿島建設赤坂別館竣工[52]。赤坂別館は晩年の鹿島会長にとって大好きな本たちに囲まれ最高の癒しの場所になった[33]。
- 1966年（昭和41年） 7月、財団法人（2012年より一般財団）鹿島平和研究所設立。1967年から1977年まで鹿島平和研究所は鹿島平和賞の顕彰を行い、10人に授与した。第1回クーデンホーフ＝カレルギー伯爵、第2回鳩山薫（鳩山一郎夫人）、第3回ヒューバート・H・ハンフリーとウィリアム・ベントン（William Benton）、第4回佐藤尚武、第5回ハメンクブウォノ9世、第6回ヴァルター・シェール、第7回佐藤栄作、第8回イメルダ・マルコス、第9回アミントレ・ファンファーニ（第9回は守之助死去により卯女が授与）[27]。鹿島は鳩山薫と佐藤栄作がノーベル平和賞を受賞するための活動もした（鳩山薫に関しては失敗した）[63]。
- 社長時、「太平洋戦争で荒れ果てた森林を再建することこそ、国家再興の基礎である」という信念で社有林を保有[64]。

### 鹿島守之助の意志を受け継ぎ設立された団体など
- 1976年（昭和51年） 4月、公益財団法人鹿島学術振興財団設立。
- 1977年（昭和52年） 7月4日、八重洲ブックセンター設立。

## 家族・親族
- 長男・昭一: 「鹿島のドン」[17]。
- 長女・伊都子: 元鹿島建設名誉会長渥美健夫の妻。渥美国際交流財団理事長。伊都子の証言によると、父・守之助は、子どもの頃から何かと言うとクーデンホーフ＝カレルギー伯爵の話をした[31]。
- 二女・ヨシ子: 初代経団連会長石川一郎の六男石川六郎の妻。画家。
- 三女・三枝子: 元東大教授平泉澄の三男で元科学技術庁長官平泉渉の妻。鹿島平和研究所常務理事を務める。美智子妃と古くから交友し、「軽井沢のクイーン」との呼び名もあったという[65]。作家三島由紀夫からラブレターを送られた人物としても知られる。
- その他の親戚　梁瀬次郎　稲山嘉寛など

## 系譜
- 鹿島家

|          |          |          |          |          |          |  |  |                  |          |          |          |          |          |  |  |                    |                    |                    |                    |                    |                    |  |  | 00中曽根康弘00 | 00中曽根康弘00 | 00中曽根康弘00 | 00中曽根康弘00 | 00中曽根康弘00 | 00中曽根康弘00 |  |  |  |  | 000美智子000 | 000美智子000 | 000美智子000 | 000美智子000 | 000美智子000 | 000美智子000 |
|          |          |          |          |          |          |  |  |                  |          |          |          |          |          |  |  |                    |                    |                    |                    |                    |                    |  |  | 00中曽根康弘00 | 00中曽根康弘00 | 00中曽根康弘00 | 00中曽根康弘00 | 00中曽根康弘00 | 00中曽根康弘00 |  |  |  |  | 000美智子000 | 000美智子000 | 000美智子000 | 000美智子000 | 000美智子000 | 000美智子000 |
|          |          |          |          |          |          |  |  |                  |          |          |          |          |          |  |  |                    |                    |                    |                    |                    |                    |  |  |                |                |                |                |                |                |  |  |  |  |              |              |              |              |              |              |
|          |          |          |          |          |          |  |  |                  |          |          |          |          |          |  |  |                    |                    |                    |                    |                    |                    |  |  |                |                |                |                |                |                |  |  |  |  |              |              |              |              |              |              |
|          |          |          |          |          |          |  |  |                  |          |          |          |          |          |  |  | 小林儀一郎         | 小林儀一郎         | 小林儀一郎         | 小林儀一郎         | 小林儀一郎         | 小林儀一郎         |  |  | 蔦子           | 蔦子           | 蔦子           | 蔦子           | 蔦子           | 蔦子           |  |  |  |  | 美恵子       | 美恵子       | 美恵子       | 美恵子       | 美恵子       | 美恵子       |
|          |          |          |          |          |          |  |  |                  |          |          |          |          |          |  |  | 小林儀一郎         | 小林儀一郎         | 小林儀一郎         | 小林儀一郎         | 小林儀一郎         | 小林儀一郎         |  |  | 蔦子           | 蔦子           | 蔦子           | 蔦子           | 蔦子           | 蔦子           |  |  |  |  | 美恵子       | 美恵子       | 美恵子       | 美恵子       | 美恵子       | 美恵子       |
|          |          |          |          |          |          |  |  |                  |          |          |          |          |          |  |  |                    |                    |                    |                    |                    |                    |  |  |                |                |                |                |                |                |  |  |  |  |              |              |              |              |              |              |
|          |          |          |          |          |          |  |  |                  |          |          |          |          |          |  |  |                    |                    |                    |                    |                    |                    |  |  | 渥美健夫       | 渥美健夫       | 渥美健夫       | 渥美健夫       | 渥美健夫       | 渥美健夫       |  |  |  |  | 渥美直紀     | 渥美直紀     | 渥美直紀     | 渥美直紀     | 渥美直紀     | 渥美直紀     |
|          |          |          |          |          |          |  |  |                  |          |          |          |          |          |  |  |                    |                    |                    |                    |                    |                    |  |  | 渥美健夫       | 渥美健夫       | 渥美健夫       | 渥美健夫       | 渥美健夫       | 渥美健夫       |  |  |  |  | 渥美直紀     | 渥美直紀     | 渥美直紀     | 渥美直紀     | 渥美直紀     | 渥美直紀     |
|          |          |          |          |          |          |  |  |                  |          |          |          |          |          |  |  |                    |                    |                    |                    |                    |                    |  |  |                |                |                |                |                |                |  |  |  |  |              |              |              |              |              |              |
|          |          |          |          |          |          |  |  |                  |          |          |          |          |          |  |  |                    |                    |                    |                    |                    |                    |  |  |                |                |                |                |                |                |  |  |  |  |              |              |              |              |              |              |
|          |          |          |          |          |          |  |  | 永富敏夫         | 永富敏夫 | 永富敏夫 | 永富敏夫 | 永富敏夫 | 永富敏夫 |  |  | （永富）鹿島守之助 | （永富）鹿島守之助 | （永富）鹿島守之助 | （永富）鹿島守之助 | （永富）鹿島守之助 | （永富）鹿島守之助 |  |  | 伊都子         | 伊都子         | 伊都子         | 伊都子         | 伊都子         | 伊都子         |  |  |  |  | 渥美雅也     | 渥美雅也     | 渥美雅也     | 渥美雅也     | 渥美雅也     | 渥美雅也     |
|          |          |          |          |          |          |  |  | 永富敏夫         | 永富敏夫 | 永富敏夫 | 永富敏夫 | 永富敏夫 | 永富敏夫 |  |  | （永富）鹿島守之助 | （永富）鹿島守之助 | （永富）鹿島守之助 | （永富）鹿島守之助 | （永富）鹿島守之助 | （永富）鹿島守之助 |  |  | 伊都子         | 伊都子         | 伊都子         | 伊都子         | 伊都子         | 伊都子         |  |  |  |  | 渥美雅也     | 渥美雅也     | 渥美雅也     | 渥美雅也     | 渥美雅也     | 渥美雅也     |
|          |          |          |          |          |          |  |  |                  |          |          |          |          |          |  |  |                    |                    |                    |                    |                    |                    |  |  |                |                |                |                |                |                |  |  |  |  |              |              |              |              |              |              |
|          |          |          |          |          |          |  |  |                  |          |          |          |          |          |  |  |                    |                    |                    |                    |                    |                    |  |  | 石川六郎       |                |                |                |                |                |  |  |  |  |              |              |              |              |              |              |
|          |          |          |          |          |          |  |  |                  |          |          |          |          |          |  |  |                    |                    |                    |                    |                    |                    |  |  |                |                |                |                |                |                |  |  |  |  |              |              |              |              |              |              |
|          |          |          |          |          |          |  |  | （葛西）鹿島精一 |          |          |          |          |          |  |  |                    |                    |                    |                    |                    |                    |  |  |                |                |                |                |                |                |  |  |  |  |              |              |              |              |              |              |
|          |          |          |          |          |          |  |  |                  |          |          |          |          |          |  |  | 卯女               | 卯女               | 卯女               | 卯女               | 卯女               | 卯女               |  |  | ヨシ子         | ヨシ子         | ヨシ子         | ヨシ子         | ヨシ子         | ヨシ子         |  |  |  |  |              |              |              |              |              |              |
|          |          |          |          |          |          |  |  |                  |          |          |          |          |          |  |  | 卯女               | 卯女               | 卯女               | 卯女               | 卯女               | 卯女               |  |  | ヨシ子         | ヨシ子         | ヨシ子         | ヨシ子         | ヨシ子         | ヨシ子         |  |  |  |  |              |              |              |              |              |              |
| 鹿島岩蔵 | 鹿島岩蔵 | 鹿島岩蔵 | 鹿島岩蔵 | 鹿島岩蔵 | 鹿島岩蔵 |  |  | 糸子             | 糸子     | 糸子     | 糸子     | 糸子     | 糸子     |  |  |                    |                    |                    |                    |                    |                    |  |  |                |                |                |                |                |                |  |  |  |  |              |              |              |              |              |              |
| 鹿島岩蔵 | 鹿島岩蔵 | 鹿島岩蔵 | 鹿島岩蔵 | 鹿島岩蔵 | 鹿島岩蔵 |  |  | 糸子             | 糸子     | 糸子     | 糸子     | 糸子     | 糸子     |  |  |                    |                    |                    |                    |                    |                    |  |  |                |                |                |                |                |                |  |  |  |  |              |              |              |              |              |              |
|          |          |          |          |          |          |  |  |                  |          |          |          |          |          |  |  |                    |                    |                    |                    |                    |                    |  |  | 平泉渉         |                |                |                |                |                |  |  |  |  |              |              |              |              |              |              |
|          |          |          |          |          |          |  |  |                  |          |          |          |          |          |  |  |                    |                    |                    |                    |                    |                    |  |  |                |                |                |                |                |                |  |  |  |  |              |              |              |              |              |              |
|          |          |          |          |          |          |  |  |                  |          |          |          |          |          |  |  |                    |                    |                    |                    |                    |                    |  |  | 三枝子         |                |                |                |                |                |  |  |  |  |              |              |              |              |              |              |
|          |          |          |          |          |          |  |  |                  |          |          |          |          |          |  |  |                    |                    |                    |                    |                    |                    |  |  |                |                |                |                |                |                |  |  |  |  |              |              |              |              |              |              |
|          |          |          |          |          |          |  |  |                  |          |          |          |          |          |  |  |                    |                    |                    |                    |                    |                    |  |  |                |                |                |                |                |                |  |  |  |  |              |              |              |              |              |              |
|          |          |          |          |          |          |  |  |                  |          |          |          |          |          |  |  |                    |                    |                    |                    |                    |                    |  |  | 鹿島昭一       |                |                |                |                |                |  |  |  |  |              |              |              |              |              |              |
|          |          |          |          |          |          |  |  |                  |          |          |          |          |          |  |  |                    |                    |                    |                    |                    |                    |  |  |                |                |                |                |                |                |  |  |  |  |              |              |              |              |              |              |
|          |          |          |          |          |          |  |  |                  |          |          |          |          |          |  |  |                    |                    |                    |                    |                    |                    |  |  |                |                |                |                |                |                |  |  |  |  |              |              |              |              |              |              |
|          |          |          |          |          |          |  |  |                  |          |          |          |          |          |  |  |                    |                    |                    |                    |                    |                    |  |  | 公子           |                |                |                |                |                |  |  |  |  |              |              |              |              |              |              |
|          |          |          |          |          |          |  |  |                  |          |          |          |          |          |  |  |                    |                    |                    |                    |                    |                    |  |  |                |                |                |                |                |                |  |  |  |  |              |              |              |              |              |              |
|          |          |          |          |          |          |  |  |                  |          |          |          |          |          |  |  | 梁瀬次郎           |                    |                    |                    |                    |                    |  |  |                |                |                |                |                |                |  |  |  |  |              |              |              |              |              |              |
|          |          |          |          |          |          |  |  |                  |          |          |          |          |          |  |  |                    |                    |                    |                    |                    |                    |  |  |                |                |                |                |                |                |  |  |  |  |              |              |              |              |              |              |
|          |          |          |          |          |          |  |  |                  |          |          |          |          |          |  |  |                    |                    |                    |                    |                    |                    |  |  | 弘子           |                |                |                |                |                |  |  |  |  |              |              |              |              |              |              |
|          |          |          |          |          |          |  |  |                  |          |          |          |          |          |  |  |                    |                    |                    |                    |                    |                    |  |  |                |                |                |                |                |                |  |  |  |  |              |              |              |              |              |              |
|          |          |          |          |          |          |  |  |                  |          |          |          |          |          |  |  |                    |                    |                    |                    |                    |                    |  |  |                |                |                |                |                |                |  |  |  |  |              |              |              |              |              |              |
|          |          |          |          |          |          |  |  |                  |          |          |          |          |          |  |  | 稲山嘉寛           | 稲山嘉寛           | 稲山嘉寛           | 稲山嘉寛           | 稲山嘉寛           | 稲山嘉寛           |  |  | 稲山孝英       | 稲山孝英       | 稲山孝英       | 稲山孝英       | 稲山孝英       | 稲山孝英       |  |  |  |  |              |              |              |              |              |              |
|          |          |          |          |          |          |  |  |                  |          |          |          |          |          |  |  | 稲山嘉寛           | 稲山嘉寛           | 稲山嘉寛           | 稲山嘉寛           | 稲山嘉寛           | 稲山嘉寛           |  |  | 稲山孝英       | 稲山孝英       | 稲山孝英       | 稲山孝英       | 稲山孝英       | 稲山孝英       |  |  |  |  |              |              |              |              |              |              |

## 著書
- 『世界大戦原因の研究』（岩波書店、1937年）
- 現代の外交 外交時報社 1937
- 最近日本の国際的地位 巌松堂 1938
- 帝国外交の基本政策 巌松堂 1938  『日本外交政策の史的考察』（鹿島研究所、1958年）
- 防共協定とナチス・ファッショ革命 巌松堂 1938
- 欧洲大戦を繞る外交 巌松堂 1939
- ビスマルクの外交政策 巌松堂書店 1939
- 勝利への道 鹿島組 1940
- 世界新秩序を繞る外交 巌松堂 1940
- 帝国の外交と大東亜共栄圏 翼賛図書刊行会 1943
- 日本外交政策の史的考察 巌松堂書店 1951
- 私の事業と信条 実業之日本社 1953
- 現代の建設 鹿島建設技術研究所出版部 1954
- 『日英外交史』（鹿島研究所、1957年）
- 『日米外交史』（鹿島研究所出版会、1958年）
- 春及廬随談 わが思想と行動 岩手放送 1958
- 日本外交政策の新基調 鹿島研究所 1960.7
- ジョイント・ヴェンチュア  改訂版 鹿島研究所 1961
- コンラット・アデナウアー 外交時報社 1962
- わが経営を語る 理解と創造 河出書房新社 1964
- 日本外交の展望 時事通信社 1964 (時事新書)
- 私の履歴書 鹿島研究所出版会 1964
- わが回想録 思想と行動 鹿島研究所出版会　1965
- 日本外交史 鹿島研究所出版会 1965
- 新生西ドイツ アデナウアーを中心にして 鹿島研究所出版会 1965
- 日本の外交政策 鹿島研究所出版会 1966
- 日本と西ドイツの安全保障 鹿島研究所出版会 1967
- 日本の外交 過去と現在 鹿島研究所出版会 1967
- わが経営を語る 続 鹿島研究所出版会 1967.3
- 創造の生活 鹿島研究所出版会 1968
- 日本の平和と安全 鹿島研究所出版会 1969
- 日本外交史 13巻別巻2  鹿島研究所出版会 1970-71
- わが経営を語る 第3集 躍進日本の建設業 鹿島研究所出版会 1971
- 鹿島守之助外交論選集 全12巻別巻3 鹿島研究所出版会 1971-73
- 鹿島守之助経営論選集 全13巻別巻3 鹿島研究所出版会 1974-75
- 鹿島守之助追懐録 鹿島守之助追懐録刊行委員会 鹿島出版会 1976
- 私の履歴書 経済人 7 日本経済新聞社, 1980.9
- 私の履歴書 2  日本経済新聞社 1992.9

## 編著
- 北海道総合開発の諸問題　編 ダイヤモンド社 1958
- クーデンホーフ・カレルギー伝 鹿島研究所出版 1966
- 日本外交史 34 総括編 鹿島研究所出版会 1973

## 翻訳
- 『南部イタリー開発 第一次五カ年計画(一九五〇-一九五五年)の成果』鹿島研究所 1958
- 『英国の外務省』Lord Strang等 鹿島研究所 1959
- 『中共とアジア 米国政策への挑戦』A.D.バーネット 鹿島研究所、1961
- 『欧州共同市場 通商政策の分析』アイザイア・フランク 鹿島研究所 1962
- 『ヨーロッパ合衆国』E.エリオ 鹿島研究所 1962
- 『南方アジアにおける対外援助 理論と実際』C.ウルフ 鹿島研究所 1962
- 『国際連合・平和への機構』アーネスト・A.グロス 鹿島研究所 1963
- 『東南アジアの今日明日』リチャード・バットウェル 鹿島研究所出版会 1963
- 『アメリカン・ビジネスのための外交政策』トーマス・エイトケン 鹿島研究所出版会 1963
- 『アメリカと極東』W.L.ソープ編 鹿島研究所出版会 1963
- 『進歩のための同盟』ジョン・G.ドライアー編 鹿島研究所出版会 1963
- 『中共展望』 A.ドーク・バーネット 日本国際問題研究所〔ほか 1964
- 『ソ連外交政策の戦略と戦術』 J.M.マッキントッシュ 日本国際問題研究所ほか 1964
- 『大西洋共同体の将来 欧州と米国の提携を期して』 K.ビルレンバッハ 鹿島研究所出版会 1964
- 『中共の外交政策』 R.G.ボイド 日本国際問題研究所〔ほか 1964
- 『国際ジョイント・ヴェンチュア』 W.G.フリードマン,G.カルマノフ編 鹿島研究所出版会 1964
- 『原爆から生き残る道 変化・希望・爆弾』 D・E・リリエンソール 鹿島研究所出版会 1965
- 『今日の北朝鮮』 スカラピーノ編 鹿島研究所出版会 1965
- 『科学革命と世界政治』 C.P.ハスキンズ 鹿島研究所出版会 1965
- 『現代ドイツ政治外交の基調』 シュレーダー外相の思想と行動 ゲルハルト・シュレーダー 鹿島研究所出版会 1965
- 『対外援助と外交政策』 E.S.メイソン 鹿島研究所出版会 1965
- 『外交問題評議会の委員会活動』 J.バーバー 鹿島研究所出版会 1965
- 『諜報の技術』 アレン・ダレス 鹿島研究所出版会 1965、中公文庫 2022
- 『アメリカの東南アジア政策』 R.H.フィフィールド 鹿島研究所出版会 1965
- 『不安な国々 世界緊張と開発の研究』 世界緊張評議会編 日本国際問題研究所ほか 1965
- 『第三次世界大戦の防止』 M.ドイッチェ,W.エバン,Q.ライト 日本国際問題研究所〔ほか 1965
- 『永遠の都ローマ 歴史と芸術をたずねて』 モーリス・パレオローグ 鹿島卯女共編 鹿島研究所出版会 1966
- 『世界情勢と米国 1956-1966』 鹿島研究所 1959-67
- 『新しい国家主義』 ドイツの新政策 オイゲン・ゲルシュテンマイアー 鹿島研究所出版会 1967
- 『歴史家と外交官』 フランシス・L.ローウェンハイム 鹿島研究所出版会 1968 (鹿島平和研究所選書)
- 『第二次世界大戦の原因』ピエール・ルヌーバン 鹿島研究所出版会 1972
- 『ニクソンの平和政策』フランク・ヴァン・デア・リンデン 鹿島研究所出版会 1973

### クーデンホーフ＝カレルギー伯爵の著書
- 『パン・ヨーロッパ』クーデンホーフ・カレルギー 鹿島研究所 1961
- 『ヨーロッパ国民』R.N.クーデンホーフ・カレルギー 鹿島研究所 1962
- 『実践的理想主義』R.N.クーデンホーフ・カレルギー 鹿島研究所 1963
- 『世界平和への正しい道』クーデンホーフ・カレルギー 鹿島研究所出版会 1963
- 『物質主義からの離脱』クーデンホーフ・カレルギー 鹿島研究所出版会 1963
- 『ヨーロッパの三つの魂 英雄か聖者か』クーデンホーフ・カレルギー 鹿島研究所出版会 1963
- 『ヨーロッパにおける女性の使命』リヒァルト・クーデンホーフ・カレルギー 鹿島研究所出版会 1963
- 『ヨーロッパの統合』 リヒァルト・クーデンホーフ・カレルギー 鹿島研究所出版会 1963
- 『ゼントルマン』リヒァルト・クーデンホーフ・カレルギー 鹿島研究所出版会 1964
- 『クーデンホーフ・カレルギー回想録』 思想はヨーロッパを征服する 鹿島研究所出版会 1964
- 『人生の戒律 金言集』 クーデンホーフ・カレルギー 鹿島研究所出版会 1964
- 『悲惨なきヨーロッパ』R.N.クーデンホーフ・カレルギー 鹿島研究所出版会 1964
- 『技術による革命』 R.N.クーデンホーフ・カレルギー 鹿島研究所出版会 1964
- 『倫理と超倫理』 R.N.クーデンホーフ・カレルギー 鹿島研究所出版会 1965
- 『美の国 日本への帰郷』  リヒアルト・クーデンホーフ・カレルギー 鹿島研究所出版会 1968

### クーデンホーフ＝カレルギー伯爵の全集
- 『クーデンホーフ・カレルギー全集 全9巻』 RICHARD COUDENHOVE KALERGI 鹿島研究所出版会 1970-71

第1巻 1970.4、鹿島守之助 訳編
『クーデンホーフ – 人・思想・行動』
『パン・ヨーロッパ』
第2巻 1970.5、鹿島守之助 訳
『ヨーロッパ国民』
『ヨーロッパの統合』
『ヨーロッパは統合しなければならない』、本章は深津栄一 訳
『ヨーロッパにおける女性の使命』
第3巻 1970.6、鹿島守之助 訳
『実践的理想主義』
『倫理と超倫理』
『人生の戒律』
第4巻 1970.7、鹿島守之助 訳
『物質主義からの離脱』
『技術による革命』
第5巻 1970.8、鹿島守之助 訳
『ヨーロッパの三つの魂』
『悲惨なきヨーロッパ』
『ゼントルマン』
第6巻 1970.9
『自由と人生』、鳩山一郎 訳
『友愛の世界革命』、鹿島守之助 訳
『戦争から平和へ』、深津栄一 訳
第7巻 1970.10、鹿島守之助 訳
『回想録』
第8巻 1970.11
『第一回鹿島平和賞受賞記録』、鹿島平和研究所 編
『美の国』、鹿島守之助 訳
第9巻 1971.2、鹿島守之助 訳
『世界的勢力としてのヨーロッパ』
『世界平和への正しい道』
『日本は大陸』 ほか

### クーデンホーフ＝カレルギー伯爵の妹たちの著書
- 『母の思い出』オルガ・クーデンホーフ・カレルギー 鹿島研究所出版会 1963
- 『結婚と孤独』イダ・フリーデリケ・ゲレス[* 1] 鹿島研究所出版会 1965